# 浙江栅蛛
浙江栅蛛（学名：Hahnia zhejiangensis）为栅蛛科栅蛛属的动物。在中国大陆，分布于浙江、安徽、湖南、河南等地，一般生活于灌木丛、稻田的地表。该物种的模式产地在浙江。